# Харовская гряда
Ха́ровская гряда — равнина в центральной части Вологодской области России. Расположена на территории Харовского, Сокольского, Сямженского и Тотемского районов.
Представляет собой высокую моренную равнину дугообразной формы с участками холмистого моренного и камового рельефа. Высота над уровнем моря — до 200—230 метров.
На Харовской гряде находятся город Харовск, истоки притоков реки Кубены и левых притоков реки Сухоны, на северо-западе — Катромское озеро.